# Ematurga praeclara
Ematurga praeclara là một loài bướm đêm trong họ Geometridae.